# Gorze
Gorze – miejscowość i gmina we Francji, w regionie Grand Est, w departamencie Mozela.
Według danych na rok 1990 gminę zamieszkiwało 1389 osób, a gęstość zaludnienia wynosiła 77 osób/km² (wśród 2335 gmin Lotaryngii Gorze plasuje się na 287. miejscu pod względem liczby ludności, natomiast pod względem powierzchni na miejscu 233.).
W średniowieczu siedziba słynnego klasztoru Gorze.